# Bresztovszky Ernő
Bresztovszky Ernő (Rimaszombat, 1882. november 7. – Bécs, 1922. február 18.) magyar író, újságíró, zenekritikus, filmesztéta és műfordító, aki 1904-ben Gárdos Mariskával együtt lefordította az Internacionálét.

## Élete
Bresztovszky Ede és Gryneus Vilma gyermeke, testvére volt Bresztovszky Ede író, újságíró és Bresztovszky Béla gépészmérnök. Nagyváradon tanult, majd a budapesti tudományegyetemen folytatta tanulmányait, 1903 és 1921 között a Népszavánál dolgozott, Garami Ernő mellett a lap segédszerkesztője volt. Közgazdasági, politika, szociológiai és szociálpolitikai tárgyú cikkei voltak, amelyek a Népszava mellett a Szocializmusban, a Nyugatban, illetve munkásszaklapokban jelentek meg. 1909. augusztus 13-án Budapesten, a Józsefvárosban házasságot kötött Gárdos Máriával, Grünfeld Mór és Müller Janka gyermekével, akitől 1911-ben elvált. 1912. június 24-én Budapesten, a II. kerületben kötött házasságot Földessy Margit Irénnel, Földessy Károly és Keresztes Anna gyermekével. A házasságuk 1916-ban felbontatott. Az első világháború idején súlyos tüdőbajt kapott.
1909-ben Csizmadia Sándor támadást indított Ady ellen a Népszavában, mondván a „polgári nyafogásnak” nincs helye a munkások lapjában. Bresztovszky a kialakuló vitában Ady mellé állt, azonban kritikával illette mind Babitsot, mind pedig a Nyugat más költőit. 1922-ben Bécsben halt meg.
Marxot, illetve Zolát is fordított, az általa szerkesztett Proletárok verseskönyve c. antológiát 1913-ban adták ki. Szépirodalmi munkáit, cikkeit és tanulmányait a Népszaván és a Szocializmuson kívül a Világosság, a Munka  szemléje, a Nyugat, a Munkásügyi  Szemle, a bécsi  Arbeiterzeitung, valamint különféle munkásszaklapok s más lapok és folyóiratok  közölték.

## Főbb művei
- Alkotmányt Magyarországnak! Minő az igazi népképviselet?; Népszava, Bp., 1905
- A tömegsztrájk kiskátéja (Bp., 1903)
- Vasutasok lázadása (Bp., 1904)
- Alkotmányt Magyarországnak (Bp., 1905)
- Általános sztrájk és választójog Magyarországon (Bp., 1907)
- Magyarország fekete statisztikája (Bp., 1909)
- Jön a halálcsillag: rémlátások és valószínüségek (Bp., 1910)
- Művésznyomor, művészgőg és egyéb elmélkedések (Bp., 1911)
- Proletárok verses könyve. Ady, Csizmadia stb.; szerk. Bresztovszky Ernő; Népszava, Bp., 1913
- Miért?… Zsoltárok és emlékezések (Bp., 1919)

### Főbb műfordításai
- Émile Zola: A malom ostroma
- Émile Zola: Igazság
- Émile Zola: A patkányfogó
- Marx és Engels válogatott művei

### Internetes anyagok
- Bresztovszky Ernő:  A mozi.  Nyugat,  18. sz. (1908)
- Bresztovszky Ernő:  Makrokozmosz en mikrokozmo.  Nyugat,   (1910)

### Újságcikkek
- Márkus László: A leninizmus hatása a szociáldemokrata történetfelfogásra a Tanácsköztársaság idején (Századok, 1960)